# 月桂酸铜
月桂酸铜（也称十二酸铜）是一种化合物，化学式为(CH3(CH2)10CO2)2Cu。它可由月桂酸钠和硫酸铜在50~55 °C的水溶液中反应得到。它在300 °C热分解可以得到含铜纳米粒，其成分和热分解的时间相关，可能有氧化铜、氧化亚铜或金属铜。它可以和二分子的氨形成紫色的配合物，和一分子吡啶形成亮绿色的配合物。

## 拓展阅读
- Anne Marie Giroud-Godquin, Jean Claude Marchon, Daniel Guillon, Antoine Skoulios. . The Journal of Physical Chemistry. 1986-10, 90 (22): 5502–5503  [2023-01-23]. ISSN 0022-3654. doi:10.1021/j100280a005. （原始内容存档于2023-01-23） （英语）.
- R. L. Martin, Alice Whitley. . Journal of the Chemical Society (Resumed). 1958: 1394  [2023-01-23]. ISSN 0368-1769. doi:10.1039/jr9580001394 （英语）.